# Мшанка узловатая
Мшанка узловатая (лат. Sagina nodosa) — вид многолетних травянистых растений семейства Гвоздичные.

## Ботаническое описание
Многолетнее травянистое растение высотой 10-15(25) см. Стебли немногочисленные, вертикальные или раскидистые, иногда лежачие, ветвистые, голые или покрытые редкими железистыми волосками, более обильными у основания чашечек.
Листья голые или с редкими железистыми ресничками. Прикорневые — линейные до 3 см длиной и 0,5-0,75 мм шириной, собраны в пучок. Стеблевые листья более короткие, линейные, вплоть до 1 мм на верхушке. В пазухах формируются почкообразные побеги в виде пучков листьев. Междоузлия многочисленные, укороченные.
Цветки собраны на концах стебля и ветвей по 1-3 шт. Цветоножки относительно длинные. Чашелистиков 5, широколанцетные, тупоконечные, с перепончатым краем., размером до 2,5 × 1,5 мм. Лепестков 5, белые, широкояйцевидной формы, закругленные, до 5 мм длиной и около 2,5 мм шириной, при основании резко сужаются в ноготок. Тычинок 10, пестик с 5 столбиками.
Плод — продолговатая коробочка, в два раза длиннее чашечки. Раскрывается 5 створками.
Хромосомное число 2n=(22-24, 44) 56.

## Распространение и экология
Природный ареал охватывает северную и среднюю часть Западной Европы, Скандинавию, произрастает в Гренландии и Северной Америке. В России встречается в арктических регионах, на Европейской части, в Западной и Восточной Сибири, как заносное — на Кавказе. Вид включен в ботанический атлас растений Ленинградской области.
Растение предпочитает сырые песчаные места, травяные болота, приречные склоны, сосновые боры, как сорное растет по межам и дорогам.

## Охранный статус
Растение включено в Красную книгу Тульской области — 1-я категория, вид, находящийся под угрозой исчезновения. Также указано, что занесена в мониторинговые списки Красных книг Калужской и Липецкой областей.
Вид указан как редкий (категория 4) для флоры Таймыра.

## Классификация

### Таксономия
Sagina nodosa (L.) Fenzl, 1833, Vers. Darstell. Alsin. 18
Вид Мшанка узловатая относится к роду Мшанка (Sagina) относится к семейству Гвоздичные (Caryophyllaceae) порядка Гвоздичноцветные (Caryophyllales). Кладограмма в соответствии с Системой APG IV по состоянию на декабрь 2023 года:
|  |                                      |  |                                   |                                   |                      |  | ещё 40 семейств | ещё 40 семейств |                  |  |                        |  | еще 20 подтвержденных видов и 77 видов, ожидающих подтверждения | еще 20 подтвержденных видов и 77 видов, ожидающих подтверждения |  |
|  |                                      |  |                                   |                                   |                      |  | ещё 40 семейств | ещё 40 семейств |                  |  |                        |  | еще 20 подтвержденных видов и 77 видов, ожидающих подтверждения | еще 20 подтвержденных видов и 77 видов, ожидающих подтверждения |  |
|  |                                      |  |                                   | порядок Гвоздичноцветные          |                      |  |                 |                 | род Мшанка       |  |                        |  |                                                                 |                                                                 |  |
|  |                                      |  |                                   | порядок Гвоздичноцветные          |                      |  |                 |                 | род Мшанка       |  | 1 внутривидовой таксон |  |                                                                 |                                                                 |  |
|  | отдел Цветковые, или Покрытосеменные |  |                                   |                                   | семейство Гвоздичные |  |                 |                 | Мшанка узловатая |  |                        |  |                                                                 |                                                                 |  |
|  | отдел Цветковые, или Покрытосеменные |  |                                   |                                   |                      |  |                 |                 |                  |  |                        |  |                                                                 |                                                                 |  |
|  |                                      |  | ещё 63 порядка цветковых растений | ещё 63 порядка цветковых растений |                      |  |                 | еще 97 родов    | еще 97 родов     |  |                        |  |                                                                 |                                                                 |  |
|  |                                      |  |                                   | ещё 63 порядка цветковых растений |                      |  |                 |                 | еще 97 родов     |  |                        |  |                                                                 |                                                                 |  |

### Синонимы
- Alsine nodosa Crantz
- Alsinella nodosa Bubani
- Arenaria nodosa Wallr.
- Moehringia nodosa [ Clairv. ]
- Phaloe nodosa Dumort.
- Sagina merinoi Pau ex Merino
- Sagina nodosa (L.) Fenzl
- Sagina nodosa f. nodosa
- Sagina nodosa subsp. nodosa
- Sagina nodosa var. nodosa
- Sagina nodosa var. pubescens (Mert. & W.D.J.Koch) W.D.J.Koch
- Spergella nodosa Rchb.
- Spergula nodosa L.
- Stellaria nodosa Scop.